# Port lotniczy Kostolac
Port lotniczy Kostolac (IATA: KOS, ICAO: LYKT) – lotnisko położone 2 kilometry od centrum Kostolaca (Serbia), na brzegu rzeki Dunaj. Używane jest do celów sportowych. Wybudowane w 1998.